# Jean Grangeret
Jean Grangeret, né le 30 août 1738 à Vezet (Haute-Saône), mort le 15 avril 1797 à Longwy (Meurthe-et-Moselle), est un général de brigade de la Révolution française.

## États de service
Il entre en service le 7 mars 1753, comme soldat au régiment de Rouergue, il est fait sergent le 1er mars 1763, et sergent-major de grenadier le 16 mars 1776. Le 31 mai 1779, il devient porte-drapeau dans le 58e régiment d’infanterie.
Il est nommé sous-lieutenant le 20 mai 1781, lieutenant le 1er janvier 1791, et capitaine le 18 mai 1792 à l’armée du Centre. Le 20 février 1793 il est chef de bataillon à l’armée du Nord, il est blessé le 8 mai 1793, à la bataille de Raismes
Il est promu général de brigade le 7 novembre 1793, à l’armée de la Moselle, et le 1er mars 1794, il commande Longwy. Le 15 juin 1794, il est non compris dans la réorganisation des états-majors, et il est autorisé à prendre sa retraite le 1er septembre 1795. 
Il est admis au traitement de réforme le 1er février 1797.
Il meurt le 15 avril 1797 à Longwy.

## Sources
- (en) « Generals Who Served in the French Army during the Period 1789 - 1814: Eberle to Exelmans »
- Docteur Robinet, Jean-François Eugène et J. Le Chapelain, Dictionnaire historique et biographique de la révolution et de l'empire, 1789-1815, volume 2, Librairie Historique de la révolution et de l’empire, 886 p. (lire en ligne), p. 95.
- (pl) « Napoléon.org.pl »
- Arthur Chuquet, Les guerres de la Révolution – Hoche et la lutte pour l’Alsace (1793-1794), imprimerie Plon, 1895.